# Neottia kiusiana
Neottia kiusiana là một loài thực vật có hoa trong họ Lan. Loài này được T.Hashim. & S.Hatus. mô tả khoa học đầu tiên năm 1991.